# كرسول فايان
كرسول فايان (باللاتينية: Crassula vaillantii) نوع نباتي يتبع جنس الكرسول من الفصيلة المخلدية. سمي تكريما لعالم النبات الفرنسي سيباستيان فايان (بالفرنسية: Sébastien Vaillant)‏.

## البيئة والانتشار
ينتشر هذا النوع في بلاد الشام ومصر والمغرب العربي وبعض مناطق شمال حوض البحر الأبيض المتوسط.

## مرادفات للاسم العلمي
- (باللاتينية: Bulliarda pedunculata St.-Lag.)
- (باللاتينية: Bulliarda rosea Bubani)
- (باللاتينية: Bulliarda vaillantii (Willd.) DC.)
- (باللاتينية: Bulliarda vaillantii var. subulata Harv.)
- (باللاتينية: Crassula vaillantii (Willd.) Schoenl.)
- (باللاتينية: Elatine aetolica Halácsy & Wettst.)
- (باللاتينية: Hydrophila vaillantii (Willd.) House)
- (باللاتينية: Tillaea vaillantii Willd.)
- (باللاتينية: Tillaeastrum vaillantii (Willd.) Britton)